# Anubis The Ride
Anubis The Ride es una montaña rusa ubicada en Plopsaland, parque de atracciones de Bélgica. Fue inaugurada el 5 de abril de 2009 durante la apertura de la temporada de Plopsaland. La atracción se basa en la serie de televisión, Het Huis Anubis.

## Descripción
La montaña rusa fue construida por Gerstlauer y tuvo un costo de € 6 000 000. En 2 segundos, se alcanza una velocidad de 90 km/h, lo que significa que el viaje dura aproximadamente 48 segundos. Hay tres carretas, en cada una entran 6 personas.

## Estación
La estación de la montaña rusa es una réplica de Hof ten Dorpe, residencia que simula ser la Casa de Anubis en la serie Cuando el visitante entra, tiene que seguir algunos pasillos estrechos, hasta que llega a la estatua del Conde Rohan, personaje de la película, Anubis en het Pad der 7 Zonden. En los oscuros y estrechos pasillos que siguen, uno puede mirar a través de la pared a las piezas reconstruidas del conjunto de la serie, incluido el sótano y el pasillo secreto. Luego se llega a un gran salón, donde las vallas se levantan, hay grandes marcos con fotografías de la primera película. Luego, subiendo las escaleras, pasando por la oficina de Víctor, el conserje. Allí puede elegir qué fila se va a tirar.

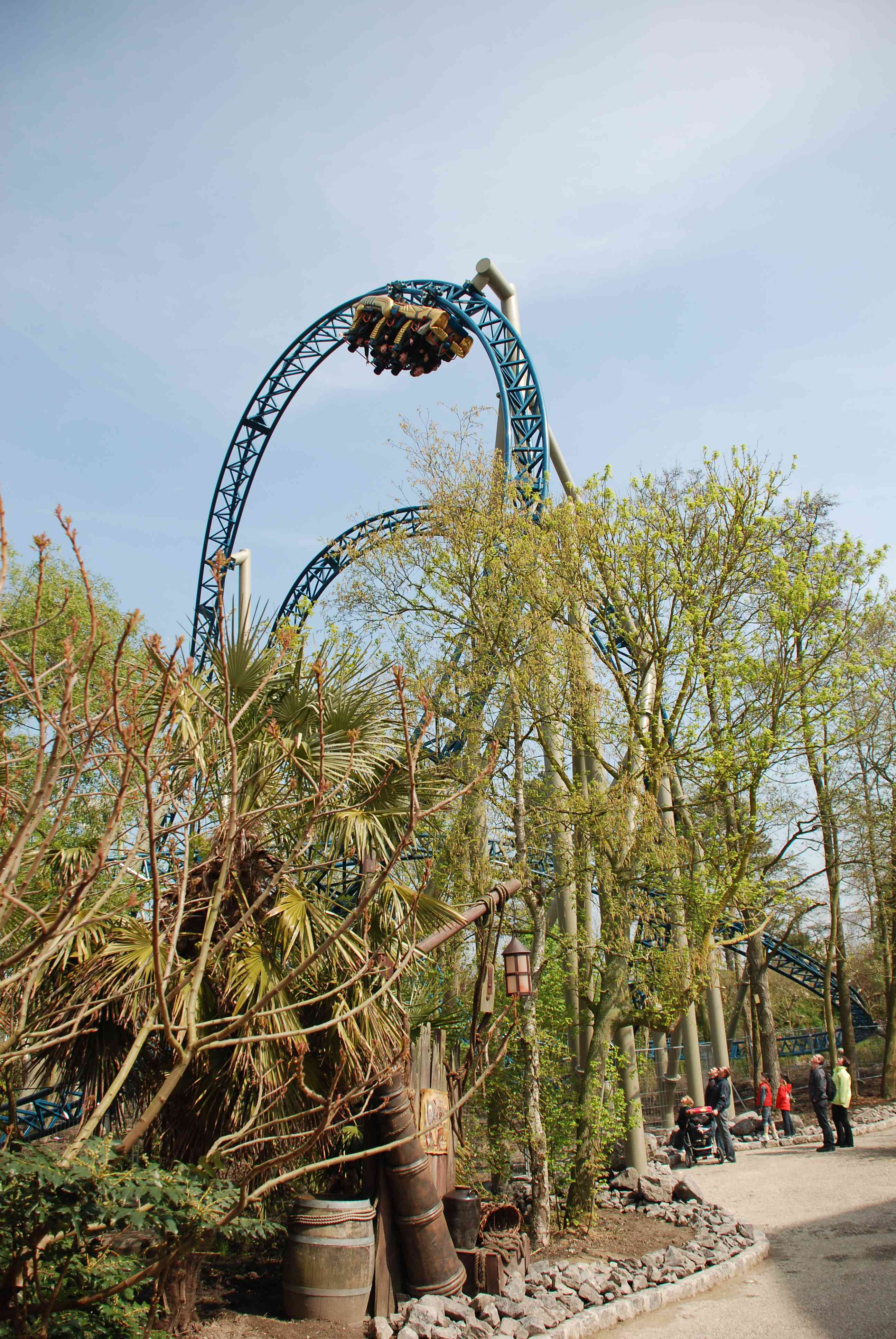
Vista de la montaña rusa

## Récord
Entre el 2009 fue reconocida como la montaña rusa más rápida de Bélgica, récord que mantuvo hasta el 2015. Fue superada por Pulsar, ubicada en el Parque Walibi Belgium.